# アイドルA
『アイドルA』（アイドルエース）は、あだち充の日本の漫画作品。『週刊ヤングサンデー』で不定期連載されていた。その後、『ゲッサン』2010年11月号にて、あだち充画業40周年突破記念号として第5話が掲載され、以後も不定期連載されている。
2011年に刊行された単行本第1巻に第6話までが収録されているが、第3話までの内容は2007年に出版された「ショートプログラム3」にも掲載されている。

## あらすじ
グラビアアイドルとして活動する高校生の里美あずさは、麻見台高校の野球部監督である父・里美勇一に提案されて、持って生まれた野球の才能を活かすために、幼馴染で顔が瓜二つの平山圭太の名前を借りて、高校野球に挑む。無名校である麻見台高校を、北東京大会準優勝に導いたことから、引き続き里美は平山を名乗り、プロ野球の世界でも活動する。

## 登場人物
里美 あずさ（さとみ あずさ）
国民的スーパーアイドルであり、東京オニオンズの投手「平山圭太」の正体でもある。表向きは、オニオンズのマスコットガール。芸能人としての愛称は「里あず」。誕生日は3月2日。
小学2年生のころ文集に将来の夢はプロ野球選手になることと書き、中学時代もチームには所属していなかったものの父親との練習を続けた。公式戦で男子を相手に戦ってみたいということで、高校3年時には女子であることを隠して大会に出場した。プロ1年目の春季キャンプから一軍に帯同し、シーズンをとおして先発投手を任されている。
平山 圭太（ひらやま けいた）
里美あずさの同級生にして幼なじみ。それぞれの親でも見分けがつかないほど、顔が里美と似ている。高校時代から里美が野球をしているときは里美になりすまして芸能活動を支えている。まともな野球経験はないが試合で投げたことはある。里美からプロ入団時の契約金を譲り受けて、家族でコンビニを開業した。
里美 勇一（さとみ ゆういち）
里美あずさの父。麻見台高校野球部監督。自身の夢である甲子園出場を果たすべく里美と平山の入れ替わりを提案した張本人。
平山 父 (ひらやま ちち)
平山圭太の父。平山圭太と里美あずさが入れ替わっていることは知らない。校内マラソンで30位の記録を持っている。本名不詳。
平山 母 (ひらやま はは)
平山圭太の母。平山父と同じく平山圭太と里美あずさが入れ替わっていることは知らない。町内水泳大会で6位の記録を持っている。本名不詳。
石岡 鉄五郎（いしおか てつごろう）
オニオンズの正遊撃手。40歳を超える大ベテランである。里美の父は大学時代の先輩にあたり、小学生時代の里美のピッチングを見たこともある。
炎天下 強（えんてんか つよし）
平山と同い年で、ドラフト1位でオニオンズに入団した。高校3年のとき、夏の甲子園の優勝投手となっている。シーズン途中から抑え投手として定着した。
岡本（おかもと）
里美のマネージャー。入れ替わりの事実を知る数少ない人物のうちの一人。
市原 富士見（いちはら ふじみ）
オニオンズのマスコットキャラクター、オニタンに扮して活動している。麻見台高校野球部のマネージャーだった。平山に好意を抱く一方、里美を快く思っていない。

## 掲載
- 第1話 週刊ヤングサンデー 2005年36・37合併号
- 第2話 週刊ヤングサンデー 2006年17号
- 第3話 週刊ヤングサンデー 2007年5・6合併号
- 第4話 週刊ヤングサンデー 2007年36・37合併号
- 第5話 ゲッサン 2010年11月号
- 第6話 ゲッサン 2011年8月号

## 単行本
小学館より少年サンデーコミックススペシャルとして刊行。
1. 2011年8月12日発売 ISBN 978-4091232755　- 併録：高橋留美子との合作エッセイ漫画「少年サンデーと出会うまで」